# Medialidad

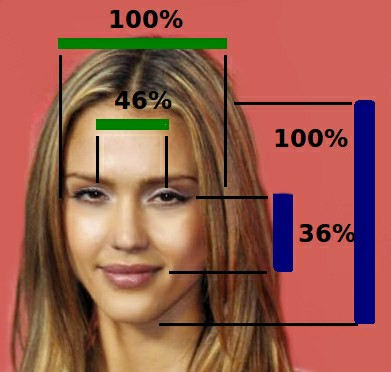
Algunos estudios sugieren que las proporciones faciales de las celebridades están cerca del promedio de todos los perfiles femeninos (Jessica Alba en la imagen)

En estudios sobre el atractivo físico, la medialidad (traducción libre literal de la palabra inglesa "averageness", proximidad a la media) describe la belleza física que resulta de promediar las características faciales de personas del mismo género y aproximadamente la misma edad. La mayoría de los estudios de promedio se han centrado en trabajos basados en la superposición fotográfica de rostros humanos, en los que las imágenes se transforman conjuntamente. El término "media" se usa estrictamente para denotar la definición técnica de la media matemática. Una cara promediada a priori no debería tener nada de particular, pero de hecho es bastante atractiva. Tampoco es típica en el sentido de frecuente o común en la población, aunque parezca familiar, representando un buen ejemplo de una cara que es representativa de la categoría de caras. 
Una posible explicación evolutiva para el promedio es la koinofilia, un principio según el que los animales que se reproducen sexualmente buscan parejas con características principalmente promedio, porque las características extremas y poco comunes pueden indicar mutaciones desventajosas.

## Historia
El efecto fue descrito por primera vez en 1878 por Francis Galton, quien había ideado una técnica llamada fotografía compuesta con el propósito de usarse para identificar 'tipos' por apariencia, lo que esperaba que ayudaría al diagnóstico médico e incluso a la criminología a través de la identificación de rostros criminales típicos. La hipótesis de Galton era que ciertos grupos de personas pueden tener características faciales comunes. Para probar la hipótesis, creó imágenes fotográficas compuestas de los rostros de vegetarianos y delincuentes, para ver si había una apariencia facial típica para cada uno de estos grupos. Galton superpuso múltiples imágenes de caras en una sola placa fotográfica, de modo que cada cara individual contribuía aproximadamente por igual a una cara compuesta final. Las caras "promediadas" resultantes no permitían la identificación a priori de delincuentes o vegetarianos, fallando la hipótesis de Galton. Sin embargo, observó inesperadamente que la imagen compuesta era más atractiva que las caras de los componentes. Publicó este hallazgo en 1878 y también describió su técnica de fotografía compuesta en detalle en Investigaciones sobre la Facultad Humana y su Desarrollo. 
Observaciones similares fueron hechas en 1886 por Stoddard, quien creó rostros compuestos de miembros de la Academia Nacional de Ciencias y graduados del Smith College.
Este fenómeno ahora se conoce como "efecto de medialidad", es decir, el alto atractivo físico tiende a ser indicativo de los rasgos promedio de la población. 
A pesar de la novedad de estos hallazgos, las observaciones de Galton y Stoddard fueron olvidadas durante más de un siglo. 

## Investigación

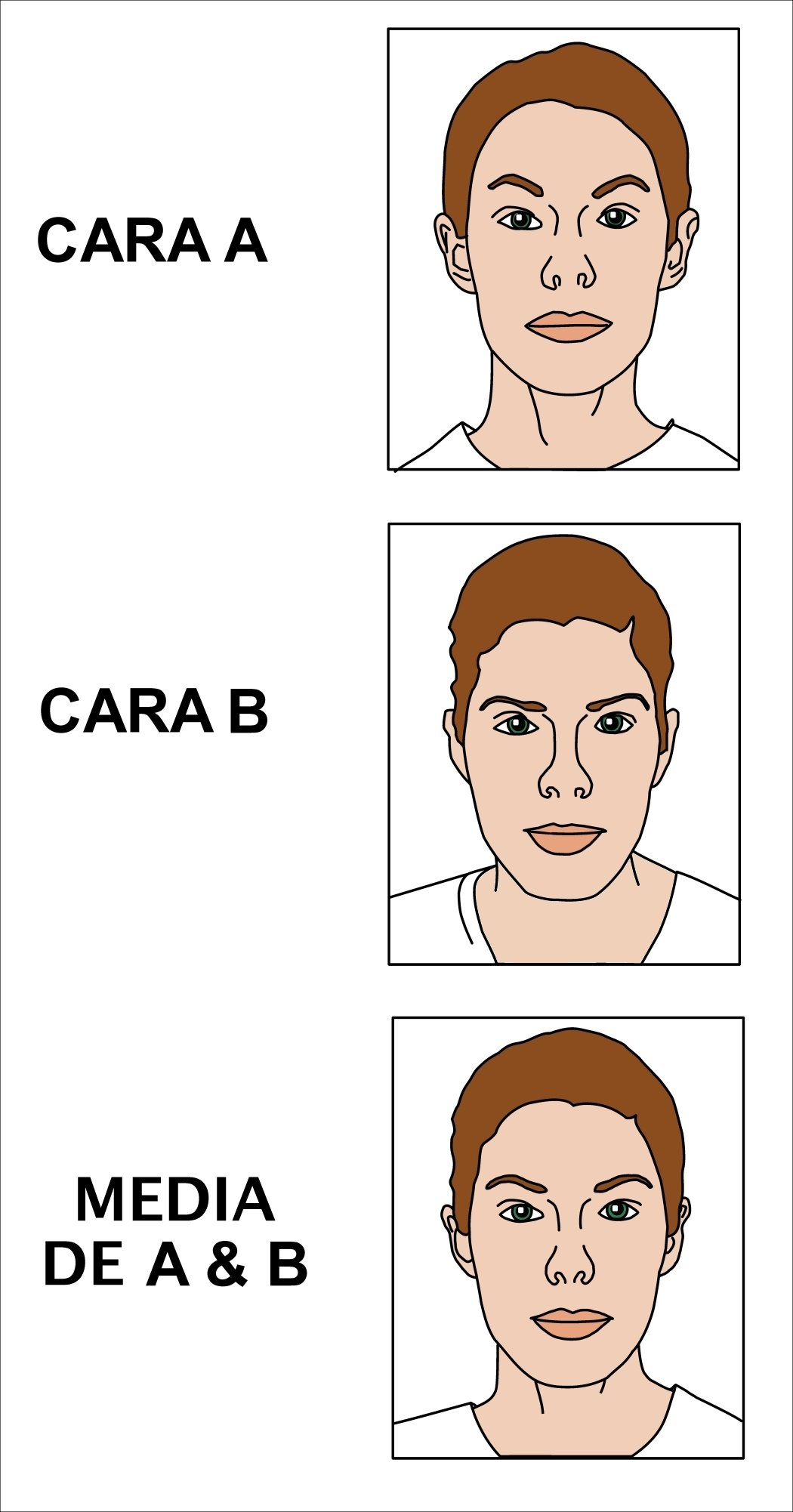
Dibujos de los rostros de dos mujeres jóvenes y una imagen promediada de los dos

En 1990, se realizó uno de los primeros estudios de calificación de atractivo fotográfico por computadora. Durante este año, los psicólogos Langlois y Roggman querían examinar sistemáticamente si el promedio matemático está relacionado con el atractivo facial. Para probar esta hipótesis, seleccionaron fotografías de 192 rostros caucásicos masculinos y femeninos jóvenes, y cada uno de ellos fue escaneado por computadora y digitalizado. Luego hicieron compuestos procesados por computadora de cada imagen, como compuestos de 2, 4, 8, 16 y 32 caras, promediados píxel a pixel. Estas caras, así como las caras compuestas, fueron calificadas según su atractivo por 300 encuestados en una escala Likert de 5 puntos (1 = muy poco atractivo, 5 = muy atractivo). La cara compuesta por 32 imágenes era la más atractiva visualmente de todas las caras examinadas. 
Muchos estudios, utilizando diferentes técnicas de promediación, incluido el uso de dibujos lineales y perfiles de caras han demostrado que este es un principio general: las caras promedio son consistentemente más atractivas que las caras utilizadas para generarlas. Además, si una cara compuesta femenina (promediada) hecha de 32 caras diferentes se superpone con la cara de un modelo femenino extremadamente atractivo, las dos imágenes a menudo se alinean estrechamente, lo que indica que la configuración facial del modelo es muy similar a la del rostro compuesto. Véase por ejemplo, la ilustración de Jessica Alba a la derecha. 

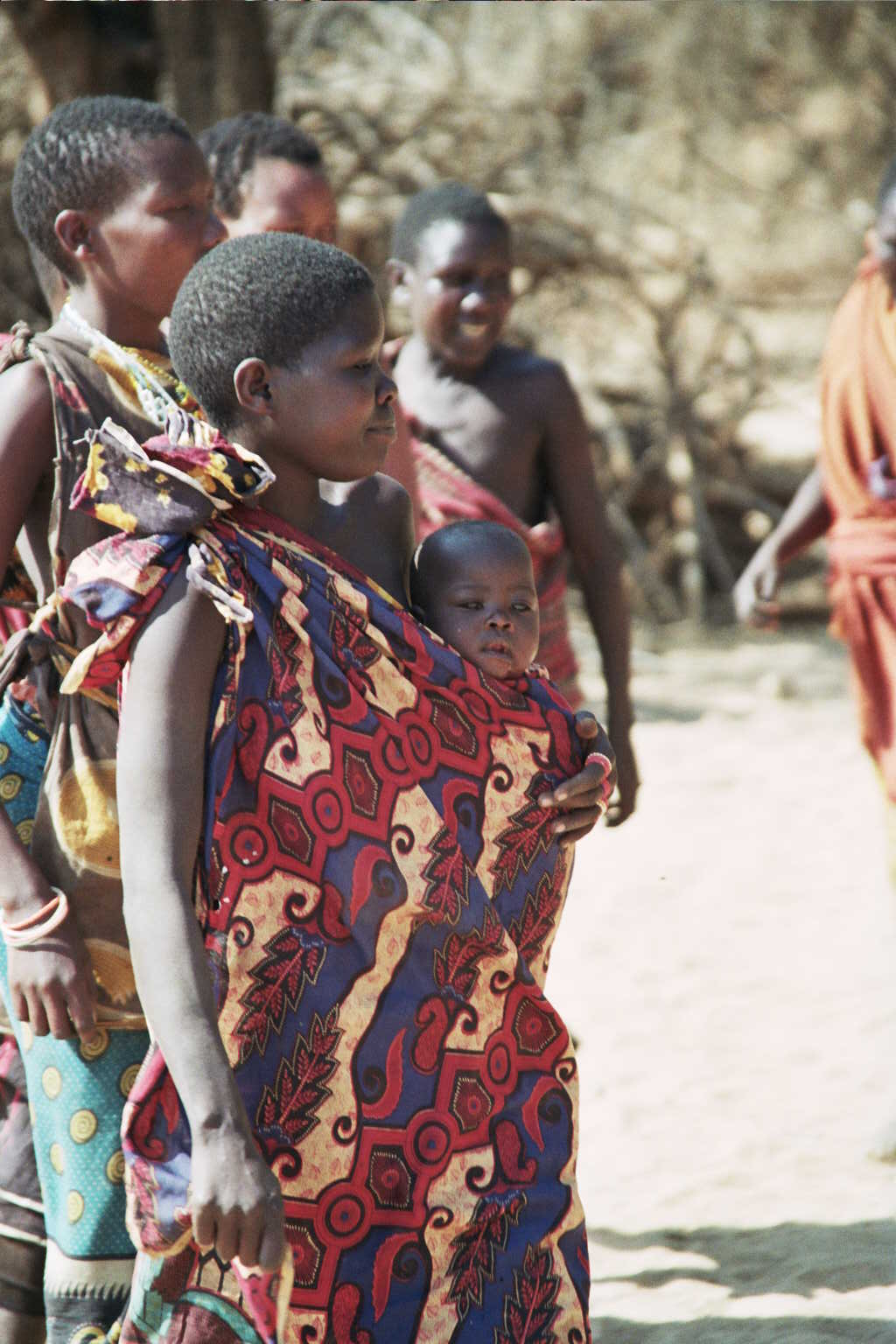
Trascendiendo la cultura: miembros de la etnia Hadza calificaron las caras promediadas como más atractivas que las caras reales de la tribu

Este principio trasciende la cultura. Por ejemplo, Coren Apicella y sus compañeros de trabajo de la Universidad de Harvard crearon rostros promedio de una tribu aislada formada por mil cazadores-recolectores en Tanzania, África, el pueblo hadza, cuyos integrantes calificaron las caras promedio de los propios hadza como más atractivas que las caras reales de la tribu. Mientras que los europeos también calificaron las caras promedio de los hadza como atractivas, los hadza no expresaron preferencia por las caras europeas promedio. Apicella atribuye esta diferencia a las experiencias visuales más amplias de los europeos, ya que habían estado expuestos a los rostros occidentales y africanos. Así, la indiferencia de los hadza hacia los rostros europeos promedio podría haber sido el resultado de la falta del aspecto de los europeos en su experiencia visual. Estos resultados sugieren que las reglas para calificar un rostro como atractivo son independientes de la cultura e innatas, pero los resultados de la aplicación de estas reglas dependen del entorno y de la experiencia cultural.
Que la preferencia por el promedio es biológica en lugar de cultural, es un hecho que ha sido respaldado por estudios en bebés, que miran más a las caras atractivas que a las que no lo son. Además, Mark Stauss informó que los niños de 10 meses responden a caras promedio de la misma manera que responden a caras atractivas, y que estos bebés pueden extraer el promedio de caras simplemente dibujadas que consisten en solo 4 rasgos. Adam Rubenstein y sus colegas demostraron que a los seis meses de edad, los niños no solo tratan las caras promedio de la misma manera que las caras atractivas, sino que también pueden extraer la tendencia central (es decir, el promedio) de un conjunto de caras naturalistas compuestas que se les presentan (es decir, no solo las caras de 4 características muy simples utilizadas por Strauss). Por lo tanto, la capacidad de seleccionar el promedio de un conjunto de imágenes faciales realistas opera desde una edad temprana, y por lo tanto, es casi seguro instintivo. 
A pesar de estos hallazgos, David Perrett y sus colegas encontraron que tanto los hombres como las mujeres consideraban que un rostro promediado a partir de un conjunto de rostros atractivos era más atractivo que el promedio de una amplia gama de rostros de mujeres, de 20 a 30 años. Cuando las diferencias entre la primera cara y la segunda cara se exageraron ligeramente, la nueva cara "exagerada" (o "caricaturizada") se consideró, en promedio, aún más atractiva. Aunque las tres caras se parecen mucho, la llamada "cara exagerada" parece más joven: una cara más delgada (menos ancha) y ojos más grandes que la cara promedio. También tenía una mandíbula inferior más estrecha y distancias más pequeñas de nariz a boca y de nariz a barbilla que la cara promedio. Dado que se obtuvieron los mismos resultados utilizando sujetos y espectadores japoneses, estos hallazgos son probablemente independientes de la cultura, lo que indica que las personas generalmente encuentran las caras promedio de jóvenes las más atractivas sexualmente.

## Explicaciones
La explicación del fenómeno de la mediedad abarca dos campos de investigación distintos pero complementarios: la psicología cognitiva y del desarrollo, y la biología evolutiva.
La teoría de la selección natural de Darwin (1859) establece que las características ventajosas reemplazan a aquellas menos ventajosas, para convertirse en las características dominantes de la población. De cara al apareamiento, sería de esperar que los individuos eligieran preferentemente parejas con un mínimo de características inusuales, o dicho de otra manera, individuos cuyas características estuvieran cerca de la media de la población. Estos individuos son los menos propensos a portar mutaciones dañinas. Esta forma de elección de pareja se conoce como koinofilia, que explica el motivo por el que los humanos determinan que una cara hermosa es aquella que no contiene rasgos extremos. 
Los adultos y los bebés organizan y consolidan la información sensorial en categorías (por ejemplo, "árboles", "sillas", "perros", "automóviles", "nubes", etc. ) El promedio cognitivo de los ejemplos individuales dentro de una categoría crea un "prototipo" o representante central de la categoría. Por lo tanto, después de ver varios ejemplos de una categoría, tanto adultos como bebés responden a una representación promedio de esos ejemplos como si fuera familiar. Es decir, muestran evidencia de la formación de prototipos mentales, en los que luego confían para reconocer nuevos ejemplos de la categoría. 
Además, los prototipos también se prefieren a menudo a los ejemplares individuales de las categorías de estímulos. Por lo tanto, una cara promedio es probablemente atractiva simplemente porque es prototípica. 
Si los bebés y los adultos usan prototipos y promedios cognitivos para organizar y consolidar la información que perciben, las personas pueden formar un prototipo común de rostros que representan la tendencia central de la población a una edad muy temprana. Los recién nacidos quince minutos después del parto no muestran preferencia por caras atractivas sobre caras poco atractivas. Pero 72 horas más tarde, ya miran por más tiempo las caras que los adultos consideran atractivas que las caras poco atractivas. Este rápido desarrollo de una apreciación de la belleza facial (según lo juzgado por los adultos) podría explicarse por el hecho de que una cara promediada hecha de 32 caras parece casi indistinguible de cualquier otra cara promediada de 32 caras, incluso cuando se crean a partir de un conjunto completamente diferente de individuos. Por lo tanto, es posible que un promedio de solo 32 ejemplos faciales sea suficiente para aproximar la media de la población, y así producir un prototipo que sea compartido por casi todos en una comunidad. Kalakanis estimó que los recién nacidos ven entre 5 y 10 caras antes de salir del hospital en los EE. UU. Por lo tanto, después de 72 horas, habrán abstraído una cara prototípica muy cercana a la norma de la comunidad. Las caras son una clase importante de estímulos visuales para los humanos, y la percepción de "cara" es una parte crítica de la capacidad de respuesta social. Debido a la importancia de la información transmitida por las caras para la interacción social, los humanos deberían tener preferencias innatas por los rostros como una categoría, con su prototipo asociado. El atractivo especial de este prototipo (sobre el atractivo de, por ejemplo, la "silla" prototípica) está probablemente relacionado con la importancia evolutiva del grado de libertad de mutación que representa la cara prototípica.
Se ha argumentado que las caras compuestas son más simétricas que sus imágenes originales, y que esto es lo que explica su atractivo. Se cree que se prefiere la simetría porque posiblemente indica estabilidad del desarrollo en un entorno cambiante, lo que sería un indicador de la calidad genética en un individuo. La estabilidad del desarrollo es la capacidad de un organismo para amortiguar su desarrollo contra perturbaciones ambientales o genéticas y producir un fenotipo específico. Si los individuos no son de alta calidad genética, es posible que no puedan amortiguar su desarrollo contra las fluctuaciones ambientales y esto provocaría asimetrías. Por lo tanto, la simetría puede servir como una señal fiable de la calidad de la pareja tanto en humanos como en animales. Sin embargo, Langlois, Roggman y Musselman descubrieron que cuando las caras se dividían, se podían crear dos caras perfectamente simétricas a partir de las dos mitades, una "cara izquierda" que consistía en la mitad izquierda de la cara y su imagen especular, y un "cara derecha" construida de manera similar. Estas dos caras perfectamente simétricas podrían compararse con la cara inalterada. En todos los casos, excepto en las caras originales menos atractivas, la cara inalterada se calificó como más atractiva que cualquiera de las caras perfectamente simétricas. Además, cuando se utilizaron fotografías de caras en perfil (en las que no hay simetría entre el frente y la parte posterior de la cabeza), el promedio de estas fotografías se consideró sistemáticamente como el más atractivo. Por lo tanto, la simetría es simplemente un componente de una cara promedio sin ser el contribuyente principal o dominante del atractivo de la cara compuesta. 